# Чемпіонат світу з футболу 1986 (кваліфікаційний раунд, АФК)
У рамках відбіркового турніру до чемпіонату світу з футболу 1986 футбольні збірні країн Азії (зона АФК) змагалися за два місця у фінальній частині чемпіонату світу з футболу 1986.
Бажання позмагатися за путівку на світову першість висловила 28 команд регіону, утім збірну Китайського Тайбею з політичних причин було спрямовано до відбіркового турніру зони ОФК.
Переможцями відбору і, відповідно, представниками Азії у фінальній частині чемпіонату світу стали збірні Іраку та Південної Кореї.

## Структура турніру
27 команд-учасниць були поділені на 2 зони за географічною ознакою. В рамках Зони A змагалися 13 команд із Західної Азії, а в Зоні B грали 14 збірних країн Східної Азії. Змагання у кожній зоні відбувалися у три раунди:
- Перший раунд: команди-учасниці були поділені на 4 групи по 3 або 4 команди в кожній, які проводили між собою по дві гри, одній удома і одній у гостях. Переможці кожного групового змагання ставали учасниками Другого раунду.
- Другий раунд: у кожній зоні 4 команди-переможці Першого раунду розбивалися на пари, в раках кожної з яких проводилися по дві гри, одній удома і одній у гостях. Переможці з кожної із пар виходили до Фінального раунду.
- Фінальний раунд: по 2 найкращі команди із кожної Зони проводилися між собою по дві гри, одній удома і одній у гостях. Перемржці отримували путівку до фінальної частини чемпіонату світу 1986.

З огляду на активні воєнні конфлікти за участю країн азійського регіону збірні Ірану, Іраку та Лівану були змушені проводити домашні матчі на нейтральних полях. Відмова іранців від цієї вимоги стала причиною дискваліфікації команди.

## Зона A (Захід)

### Перший раунд

#### Група 1A
| Команда           | І       | В       | Н       | П       | Г+      | Г-      | РГ      | О       |
| ----------------- | ------- | ------- | ------- | ------- | ------- | ------- | ------- | ------- |
| ОАЕ               | 2       | 1       | 1       | 0       | 1       | 0       | +1      | 3       |
| Саудівська Аравія | 2       | 0       | 1       | 1       | 0       | 1       | −1      | 1       |
| Оман              | знялася | знялася | знялася | знялася | знялася | знялася | знялася | знялася |

|                   | Оман | Саудівська Аравія | ОАЕ |
| ----------------- | ---- | ----------------- | --- |
| Оман              | —    | —                 | —   |
| Саудівська Аравія | —    | —                 | 0–0 |
| ОАЕ               | —    | 1–0               | —   |

| 12 квітня 1985 |

| Саудівська Аравія | 0–0      | ОАЕ |
| ----------------- | -------- | --- |
|                   | Протокол |     |

| Міжнародний стадіон імені Короля Фахда, Ер-Ріяд Глядачів: 30,973 Арбітр: Мохаммад Сакран (Йорданія) |

| 19 квітня 1985 |

| ОАЕ         | 1–0      | Саудівська Аравія |
| ----------- | -------- | ----------------- |
| Ф. Хамес 5' | Протокол |                   |

| Забіль, Дубай Глядачів: 15,000 Арбітр: Боб Валентайн (Шотландія) |

#### Група 1B
| Команда  | І       | В       | Н       | П       | Г+      | Г-      | РГ      | О       |
| -------- | ------- | ------- | ------- | ------- | ------- | ------- | ------- | ------- |
| Ірак     | 4       | 3       | 0       | 1       | 7       | 6       | +1      | 6       |
| Катар    | 4       | 2       | 0       | 2       | 6       | 3       | +3      | 4       |
| Йорданія | 4       | 1       | 0       | 3       | 3       | 7       | −4      | 2       |
| Ліван    | знялася | знялася | знялася | знялася | знялася | знялася | знялася | знялася |

|          | Ірак | Йорданія | Ліван | Катар |
| -------- | ---- | -------- | ----- | ----- |
| Ірак     | —    | 2–0      | —     | 2–1   |
| Йорданія | 2–3  | —        | —     | 1–0   |
| Ліван    | —    | —        | —     | —     |
| Катар    | 3–0  | 2–0      | —     | —     |

Збірна Лівану знялася, провівши чотири гри, які програла із загальним рахунком 0:27. Результати цих матів були анульовані.
| 15 березня 1985 |

| Йорданія  | 1–0      | Катар |
| --------- | -------- | ----- |
| Салех 83' | Протокол |       |

| Міжнародний стадіон імені Короля Фахда, Ер-Ріяд Арбітр: Абувахід Шамбе Аль-Балуші (Оман) |

| 15 березня 1985 |

| Ірак                           | 6–0 анульовано | Ліван |
| ------------------------------ | -------------- | ----- |
| - Раді - Саїд - Аллаві - Хашим |                |       |

| Ель-Кувейт, Кувейт Арбітр: Фалладж Аль-Шанар (Саудівська Аравія) |

| 18 березня 1985 |

| Ліван | 0–6 анульовано | Ірак                   |
| ----- | -------------- | ---------------------- |
|       |                | - Раді - Саїд - Аллаві |

| Ель-Кувейт, Кувейт Арбітр: Фахд Аль-Дахмаш (Саудівська Аравія) |

| 22 березня 1985 |

| Катар                              | 7–0 анульовано | Ліван |
| ---------------------------------- | -------------- | ----- |
| - Муфта - Хаміс - Хальфан - Дахман |                |       |

| Доха, Катар Арбітр: Хамед Ассаїд (Оман) |

| 27 березня 1985 |

| Ліван | 0–8 анульовано | Катар                     |
| ----- | -------------- | ------------------------- |
|       |                | - Муфта - Аль-Зеїд - Ахід |

| Доха, Катар Арбітр: Джассім Манді (Бахрейн) |

| 29 березня 1985 |

| Йорданія           | 2–3      | Ірак            |
| ------------------ | -------- | --------------- |
| Аль-Давуд Абу Абед | Протокол | Мунір Раді Саїд |

| Стадіон Короля Абдулли, Амман Арбітр: Абдулазіз Салех Аль-Сальмі (Кувейт) |

| 5 квітня 1985 |

| Катар                                          | 3–0      | Ірак |
| ---------------------------------------------- | -------- | ---- |
| Муфта 40' Аль-Моханнаді 52' (p) Аль-Аммарі 71' | Протокол |      |

| Доха Арбітр: Джордж Кортні (Англія) |

| 12 квітня 1985 |

| Катар                    | 2–0      | Йорданія |
| ------------------------ | -------- | -------- |
| Аль-Саадах Адель Малулла | Протокол |          |

| Доха Арбітр: Мохамед Сануб (Ємен) |

| 19 квітня 1985 |

| Ірак                | 2–0      | Йорданія |
| ------------------- | -------- | -------- |
| Раді 46' Аллаві 50' | Протокол |          |

| Ель-Кувейт Арбітр: Джамаль Аш-Шаріф (Сирія) |

| 5 травня 1985 |

| Ірак                | 2–1      | Катар     |
| ------------------- | -------- | --------- |
| Раді 21' Аллаві 76' | Протокол | Муфта 44' |

| Юва Бхараті, Колката Глядачів: 30,000 Арбітр: На Юн Шик (Південна Корея) |

#### Група 2A
| Команда        | І | В | Н | П | Г+ | Г- | РГ  | О |
| -------------- | - | - | - | - | -- | -- | --- | - |
| Сирія          | 4 | 3 | 1 | 0 | 5  | 0  | +5  | 7 |
| Кувейт         | 4 | 2 | 1 | 1 | 8  | 2  | +6  | 5 |
| Північний Ємен | 4 | 0 | 0 | 4 | 1  | 12 | −11 | 0 |

|                | Кувейт | Північний Ємен | Сирія |
| -------------- | ------ | -------------- | ----- |
| Кувейт         | —      | 5–0            | 0–0   |
| Північний Ємен | 1–3    | —              | 0–1   |
| Сирія          | 1–0    | 3–0            | —     |

| 22 березня 1985 |

| Сирія       | 1–0      | Кувейт |
| ----------- | -------- | ------ |
| Медраті 78' | Протокол |        |

| Аббасіїн, Дамаск Глядачів: 21,000 Арбітр: Ахмад Баш (Йорданія) |

| 29 березня 1985 |

| Північний Ємен | 0–1      | Сирія        |
| -------------- | -------- | ------------ |
|                | Протокол | Аль-Сель 70' |

| Стадіон Революції 1962 року, Сана Арбітр: Абувахід Шамбе Аль-Балуші (Оман) |

| 5 квітня 1985 |

| Кувейт                                                     | 5–0      | Північний Ємен |
| ---------------------------------------------------------- | -------- | -------------- |
| Аль-Анбарі 39', 44' Аль-Хасаві 58' Аль-Дахіль 80' Якуб 88' | Протокол |                |

| Ель-Кувейт Арбітр: Хуссейн Сулейман Авіль (Йорданія) |

| 12 квітня 1985 |

| Кувейт | 0–0      | Сирія |
| ------ | -------- | ----- |
|        | Протокол |       |

| Ель-Кувейт Арбітр: Джассім Манді (Бахрейн) |

| 19 квітня 1985 |

| Сирія                          | 3–0      | Північний Ємен |
| ------------------------------ | -------- | -------------- |
| Аль-Саєд 31', 70' Аль-Шайх 40' | Протокол |                |

| Аббасіїн, Дамаск Глядачів: 28,000 Арбітр: Ахмед Джассім Мохамед (Бахрейн) |

| 26 квітня 1985 |

| Північний Ємен | 1–3      | Кувейт                             |
| -------------- | -------- | ---------------------------------- |
| Аббас 88'      | Протокол | Аль-Хасаві 13', 57' Аль-Дахіль 25' |

| Стадіон Революції 1962 року, Сана Глядачів: 10,000 Арбітр: Мохамед Салех Алаві Аль-Фарісі (Оман) |

#### Група 2B
| Команда        | І                | В                | Н                | П                | Г+               | Г-               | РГ               | О                |
| -------------- | ---------------- | ---------------- | ---------------- | ---------------- | ---------------- | ---------------- | ---------------- | ---------------- |
| Бахрейн        | 2                | 1                | 1                | 0                | 7                | 4                | +3               | 3                |
| Південний Ємен | 2                | 0                | 1                | 1                | 4                | 7                | −3               | 1                |
| Іран           | дискваліфікована | дискваліфікована | дискваліфікована | дискваліфікована | дискваліфікована | дискваліфікована | дискваліфікована | дискваліфікована |

|                | Бахрейн | Іран | Південний Ємен |
| -------------- | ------- | ---- | -------------- |
| Бахрейн        | —       | —    | 3–3            |
| Іран           | —       | —    | —              |
| Південний Ємен | 1–4     | —    | —              |

Збірну Ірану було дискваліфіковано через відмову проводити домашні ігри на нейтральному полі
| 29 березня 1985 |

| Південний Ємен | 1–4      | Бахрейн                                      |
| -------------- | -------- | -------------------------------------------- |
| Аль-Масс 74'   | Протокол | Фархан 9', 50' Аль-Хардан 17' Аль-Собаеї 60' |

| Мортаєр Ярд, Аден Глядачів: 19,082 Арбітр: Фалладж Аль-Шанар (Саудівська Аравія) |

| 12 квітня 1985 |

| Бахрейн                             | 3–3      | Південний Ємен                     |
| ----------------------------------- | -------- | ---------------------------------- |
| Аль-Хардан 48' Абдулла 66' Деїф 69' | Протокол | Шадлі 18' Кассім 75' Аль-Саббу 88' |

| Бахрейнський національний стадіон, Манама Глядачів: 3,216 Арбітр: Абдулла Гаріб Шехаб (Кувейт) |

### Другий раунд
| Команда 1 | Заг.       | Команда 2 | 1-й матч | 2-й матч |
| --------- | ---------- | --------- | -------- | -------- |
| ОАЕ       | 4–4 (ч.п.) | Ірак      | 2–3      | 2–1      |
| Бахрейн   | 1–2        | Сирія     | 1–1      | 0–1      |

#### Перше коло
| 20 вересня 1985 |

| ОАЕ                            | 2–3      | Ірак                     |
| ------------------------------ | -------- | ------------------------ |
| Ат-Тальяні 15' Фахад Хамес 60' | Протокол | Саїд 42', 79' Хассан 81' |

| Аль-Рашид, Дубай Арбітр: Абдул-Азіз Салех Аль-Сальмі (Кувейт) |

| 6 вересня 1985 |

| Бахрейн | 1–1      | Сирія      |
| ------- | -------- | ---------- |
| Іса 42' | Протокол | Махрус 61' |

| Бахрейнський національний стадіон, Манама Глядачів: 8,224 Арбітр: Ахмад Баш (Йорданія) |

#### Друге коло
| 27 вересня 1985 |

| Ірак       | 1–2      | ОАЕ                        |
| ---------- | -------- | -------------------------- |
| Саддам 88' | Протокол | Ф. Хамес 2' Ат-Тальяні 60' |

| Стадіон Короля Фахда, Ет-Таїф Глядачів: 4,175 Арбітр: Андре Дайна (Швейцарія) |

За рахунку 4–4 за сумою двох матчім збірна Іраку вийшла до Фінального раунду Зони A згідно правила гола, забитого на чужому полі.
| 20 вересня 1985 |

| Сирія       | 1–0      | Бахрейн |
| ----------- | -------- | ------- |
| Кардаглі 4' | Протокол |         |

| Аббасіїн, Дамаск Глядачів: 25,000 Арбітр: Абувахід Шамбе Ель-Болоші (Оман) |

Збірна Сирії пройшла до Фінального раунду Зони A.

### Фінальний раунд
| Команда 1 | Заг. | Команда 2 | 1-й матч | 2-й матч |
| --------- | ---- | --------- | -------- | -------- |
| Сирія     | 1–3  | Ірак      | 0–0      | 1–3      |

#### Перше коло
| 15 листопада 1985 |

| Сирія | 0–0      | Ірак |
| ----- | -------- | ---- |
|       | Протокол |      |

| Аббасіїн, Дамаск Глядачів: 25,000 Арбітр: Мішель Вотро (Франція) |

#### Друге коло
| 29 листопада 1985 |

| Ірак                           | 3–1      | Сирія                  |
| ------------------------------ | -------- | ---------------------- |
| Саїд 28' Махмуд 49' Аллаві 72' | Протокол | Валід Абу Аль-Сель 54' |

| Міжнародний стадіон імені Короля Фахда, Ет-Таїф Глядачів: 4,500 Арбітр: Ерік Фредрікссон (Швеція) |

Збірна Іраку виграла з рахунком 3–1 за сумою двох ігор і вийшла до фінальної частини чемпіонату світу 1986.

## Зона B (Схід)

### Перший раунд

#### Група 3A
| Команда        | І | В | Н | П | Г+ | Г- | РГ  | О |
| -------------- | - | - | - | - | -- | -- | --- | - |
| Південна Корея | 4 | 3 | 0 | 1 | 8  | 1  | +7  | 6 |
| Малайзія       | 4 | 2 | 1 | 1 | 6  | 2  | +4  | 5 |
| Непал          | 4 | 0 | 1 | 3 | 0  | 11 | −11 | 1 |

|                | Південна Корея | Малайзія | Непал |
| -------------- | -------------- | -------- | ----- |
| Південна Корея | —              | 2–0      | 4–0   |
| Малайзія       | 1–0            | —        | 5–0   |
| Непал          | 0–2            | 0–0      | —     |

| 2 березня 1985 |

| Непал | 0–2      | Південна Корея                   |
| ----- | -------- | -------------------------------- |
|       | Протокол | Шарма 35' (аг) Лі Тхе Хо 64' (p) |

| Дасаратх Рангасала, Катманду Глядачів: 40,000 Арбітр: Чжан Дацяо (Китай) |

| 10 березня 1985 |

| Малайзія   | 1–0      | Південна Корея |
| ---------- | -------- | -------------- |
| Саллех 49' | Протокол |                |

| Мердека, Куала-Лумпур Глядачів: 36,738 Арбітр: Самуель Чхань Яммінь (Гонконг) |

| 16 березня 1985 |

| Непал | 0–0      | Малайзія |
| ----- | -------- | -------- |
|       | Протокол |          |

| Дасаратх Рангасала, Катманду Глядачів: 8,000 Арбітр: Надасен Чандра (Сінгапур) |

| 31 березня 1985 |

| Малайзія                                | 5–0      | Непал |
| --------------------------------------- | -------- | ----- |
| Хассан 4', 26', 33' Саллех 29' Аліф 40' | Протокол |       |

| Мердека, Куала-Лумпур Глядачів: 33,000 Арбітр: Лоуренсу Рейналду (Макао) |

| 6 квітня 1985 |

| Південна Корея                                      | 4–0      | Непал |
| --------------------------------------------------- | -------- | ----- |
| Хо Джон Му 18', 57' Кім Сук Вон 36' Чон Джон Су 41' | Протокол |       |

| Тондемун, Сеул Арбітр: Чхьон Квок Куй Cheung Kwok Kui (Гонконг) |

| 19 травня 1985 |

| Південна Корея                      | 2–0      | Малайзія |
| ----------------------------------- | -------- | -------- |
| Пак Чхан Сон 12' (p) Чо Мін Гук 19' | Протокол |          |

| Олімпійський стадіон, Сеул Глядачів: 45,780 Арбітр: Такада Сідзуо (Японія) |

#### Група 3B
| Команда   | І | В | Н | П | Г+ | Г- | РГ | О |
| --------- | - | - | - | - | -- | -- | -- | - |
| Індонезія | 6 | 4 | 1 | 1 | 8  | 4  | +4 | 9 |
| Індія     | 6 | 2 | 3 | 1 | 7  | 6  | +1 | 7 |
| Таїланд   | 6 | 1 | 2 | 3 | 4  | 4  | 0  | 4 |
| Бангладеш | 6 | 2 | 0 | 4 | 5  | 10 | −5 | 4 |

|           | Бангладеш | Індія | Індонезія | Таїланд |
| --------- | --------- | ----- | --------- | ------- |
| Бангладеш | —         | 1–2   | 2–1       | 1–0     |
| Індія     | 2–1       | —     | 1–1       | 1–1     |
| Індонезія | 2–0       | 2–1   | —         | 1–0     |
| Таїланд   | 3–0       | 0–0   | 0–1       | —       |

| 15 березня 1985 |

| Індонезія    | 1–0      | Таїланд |
| ------------ | -------- | ------- |
| Сулайман 84' | Протокол |         |

| Сенаян, Джакарта Глядачів: 60,000 Арбітр: Тулу Гуркан (Філіппіни) |

| 18 березня 1985 |

| Індонезія                    | 2–0      | Бангладеш |
| ---------------------------- | -------- | --------- |
| Нурдіансьях 48' Сулайман 57' | Протокол |           |

| Сенаян, Джакарта Глядачів: 40,000 Арбітр: Сесар Брильянтес (Філіппіни) |

| 21 березня 1985 |

| Індонезія            | 2–1      | Індія      |
| -------------------- | -------- | ---------- |
| Нурдіансьях 41', 49' | Протокол | К. Дей 34' |

| Сенаян, Джакарта Глядачів: 70,000 Арбітр: Рейнальдо Реєс (Філіппіни) |

| 23 березня 1985 |

| Таїланд                             | 3–0      | Бангладеш |
| ----------------------------------- | -------- | --------- |
| Аресангаркул Кіджмонгколсак Тхонгмі | Протокол |           |

| Бангкок Арбітр: Шунсаку Наканісі (Японія) |

| 26 березня 1985 |

| Таїланд | 0–0      | Індія |
| ------- | -------- | ----- |
|         | Протокол |       |

| Бангкок Арбітр: Шунсаку Наканісі (Японія) |

| 29 березня 1985 |

| Таїланд | 0–1      | Індонезія    |
| ------- | -------- | ------------ |
|         | Протокол | Кісванто 25' |

| Бангкок Арбітр: Тосіказу Сано (Японія) |

| 30 березня 1985 |

| Бангладеш | 1–2      | Індія              |
| --------- | -------- | ------------------ |
| Чунну 42' | Протокол | Гош 34' Панджі 84' |

| Стадіон Армії Бангладеш, Дакка Глядачів: 8,000 Арбітр: Лю Цзинлі (Китай) |

| 2 квітня 1985 |

| Бангладеш           | 2–1      | Індонезія       |
| ------------------- | -------- | --------------- |
| Хамід 75' Чунну 81' | Протокол | Нурдіансьях 11' |

| Стадіон Армії Бангладеш, Дакка Глядачів: 5,000 Арбітр: Ся Чанфа (China) |

| 5 квітня 1985 |

| Бангладеш   | 1–0      | Таїланд |
| ----------- | -------- | ------- |
| Хоссейн 76' | Протокол |         |

| Стадіон Армії Бангладеш, Дакка Глядачів: 7,000 Арбітр: Чень Шенцай (Китай) |

| 6 квітня 1985 |

| Індія    | 1–1      | Індонезія    |
| -------- | -------- | ------------ |
| Тапа 89' | Протокол | Сулайман 20' |

| Юва Бхараті, Колката Глядачів: 10,000 Арбітр: Фарук Мустафа (Ірак) |

| 9 квітня 1985 |

| Індія      | 1–1      | Таїланд      |
| ---------- | -------- | ------------ |
| К. Дей 85' | Протокол | Бунгьянг 76' |

| Юва Бхараті, Колката Глядачів: 6,000 Арбітр: Шокор Абдулкадер Абдул Латіф (Ірак) |

| 12 квітня 1985 |

| Індія                    | 2–1      | Бангладеш |
| ------------------------ | -------- | --------- |
| Панджі 36' Гонсалвеш 54' | Протокол | Бадра 15' |

| Юва Бхараті, Колката Глядачів: 8,000 Арбітр: Саліх Абдул Карім Сааді (Ірак) |

#### Група 4A
| Команда | І | В | Н | П | Г+ | Г- | РГ  | О  |
| ------- | - | - | - | - | -- | -- | --- | -- |
| Гонконг | 6 | 5 | 1 | 0 | 19 | 2  | +17 | 11 |
| КНР     | 6 | 4 | 1 | 1 | 23 | 2  | +21 | 9  |
| Макао   | 6 | 2 | 0 | 4 | 4  | 15 | −11 | 4  |
| Бруней  | 6 | 0 | 0 | 6 | 2  | 29 | −27 | 0  |

|         | Бруней | КНР | Гонконг | Макао |
| ------- | ------ | --- | ------- | ----- |
| Бруней  | —      | 0–4 | 1–5     | 1–2   |
| КНР     | 8–0    | —   | 1–2     | 6–0   |
| Гонконг | 8–0    | 0–0 | —       | 2–0   |
| Макао   | 2–0    | 0–4 | 0–2     | —     |

| 17 лютого 1985 |

| Макао                         | 2–0      | Бруней |
| ----------------------------- | -------- | ------ |
| Мен Кам Йон 76' Карвалхал 82' | Протокол |        |

| Канідром, Макао Глядачів: 495 Арбітр: Рейнальдо Реєс (Філіппіни) |

| 17 лютого 1985 |

| Гонконг | 0–0      | КНР |
| ------- | -------- | --- |
|         | Протокол |     |

| Урядовий стадіон, Гонконг Глядачів: 20,935 Арбітр: Маїдін Бін Сінга (Сінгапур) |

| 20 лютого 1985 |

| Макао | 0–4      | КНР                                                           |
| ----- | -------- | ------------------------------------------------------------- |
|       | Протокол | Ин Чхі-Кіт 44' (аг) Лінь Цян 51' Зуо Шушен 52' Лінь Лефен 62' |

| Канідром, Макао Глядачів: 1,048 Арбітр: С. Баласундрам (Малайзія) |

| 23 лютого 1985 |

| Гонконг                                                                            | 8–0      | Бруней |
| ---------------------------------------------------------------------------------- | -------- | ------ |
| Мак Кін-Фун 2', 51', 79', 85' Лай Він-Чхьон 4' Лі Вай-Шань 30' Лау Він-Їп 74', 87' | Протокол |        |

| Урядовий стадіон, Гонконг Глядачів: 12,401 Арбітр: Стівен Овініс (Малайзія) |

| 26 лютого 1985 |

| КНР                                                                      | 8–0      | Бруней |
| ------------------------------------------------------------------------ | -------- | ------ |
| Чжао Даюй 26', 85', 90' Зуо Шушен 38', 65' Лі Хі 40' Лю Хайгуан 44', 47' | Протокол |        |

| Макао, Макао Глядачів: 960 Арбітр: Памон Саїсмутр (Таїланд) |

| 1 березня 1985 |

| Бруней | 0–4      | КНР                                   |
| ------ | -------- | ------------------------------------- |
|        | Протокол | Чжао Даюй 8', 74' Лю Хайгуан 15', 80' |

| Урядовий стадіон, Гонконг Глядачів: 2,019 Арбітр: Мохаммед Джахірул Хак (Бангладеш) |

| 6 квітня 1985 |

| Бруней     | 1–5      | Гонконг                                                     |
| ---------- | -------- | ----------------------------------------------------------- |
| Кассім 49' | Протокол | Вань Чхі-Кхьон 4', 82' Лай Він-Чхьон 7' Лау Він-Їп 38', 83' |

| Султан Хассал Болкія, Бандар-Сері-Бегаван Арбітр: Сударсо Харджовасіто (Індонезія) |

| 13 квітня 1985 |

| Бруней      | 1–2      | Макао           |
| ----------- | -------- | --------------- |
| Ахмед Рахім | Протокол | Карвалхал Пінту |

| Султан Хассал Болкія, Бандар-Сері-Бегаван Арбітр: Джаджа Муджахідін (Індонезія) |

| 28 квітня 1985 |

| Макао | 0–2      | Гонконг                         |
| ----- | -------- | ------------------------------- |
|       | Протокол | Лау Він-Їп 80' Чхьон Ка-Пін 88' |

| Канідром, Макао Глядачів: 4,000 Арбітр: Сомпорн Патчарамукдакорн (Таїланд) |

| 4 травня 1985 |

| Гонконг            | 2–0      | Макао |
| ------------------ | -------- | ----- |
| Лау Він-Їп 8', 30' | Протокол |       |

| Урядовий стадіон, Гонконг Глядачів: 15,778 Арбітр: Кіль Кі Чуль (Південна Корея) |

| 12 травня 1985 |

| КНР                                                                       | 6–0      | Макао |
| ------------------------------------------------------------------------- | -------- | ----- |
| Цзя Сюцюань 10' Лі Хі 12' Ян Чжаохі 27', 50' Ван Хуялян 60' Чжао Даюй 67' | Протокол |       |

| Стадіон Робітників, Пекін Глядачів: 30,000 Арбітр: Шетті Шіна (Індія) |

| 19 травня 1985 |

| КНР       | 1–2      | Гонконг                          |
| --------- | -------- | -------------------------------- |
| Лі Хі 32' | Протокол | Чхьон Чхі Так 26' Ку Кам Фай 60' |

| Стадіон Робітників, Пекін Глядачів: 60,000 Арбітр: Мелвін Віктор Д'Соуза (Індія) |

#### Група 4B
| Команда        | І | В | Н | П | Г+ | Г- | РГ | О |
| -------------- | - | - | - | - | -- | -- | -- | - |
| Японія         | 4 | 3 | 1 | 0 | 9  | 1  | +8 | 7 |
| Північна Корея | 4 | 1 | 2 | 1 | 3  | 2  | +1 | 4 |
| Сінгапур       | 4 | 0 | 1 | 3 | 2  | 11 | −9 | 1 |

|                | Японія | Південна Корея | Сінгапур |
| -------------- | ------ | -------------- | -------- |
| Японія         | —      | 1–0            | 5–0      |
| Південна Корея | 0–0    | —              | 2–0      |
| Сінгапур       | 1–3    | 1–1            | —        |

| 19 січня 1985 |

| Сінгапур        | 1–1      | Північна Корея |
| --------------- | -------- | -------------- |
| Ау-Йон Пак Кван | Протокол | Сон Чхуль Ю    |

| Національний стадіон, Сінгапур Арбітр: Сударсо Харджовасіто (Індонезія) |

| 23 лютого 1985 |

| Сінгапур  | 1–3      | Японія                                 |
| --------- | -------- | -------------------------------------- |
| Мадон 39' | Протокол | Кімура 20' Хасіратані 47' Като 84' (p) |

| Національний стадіон, Сінгапур Глядачів: 16,146 Арбітр: Соетойо Хартасарджоно (Індонезія) |

| 21 березня 1985 |

| Японія   | 1–0      | Північна Корея |
| -------- | -------- | -------------- |
| Хара 20' | Протокол |                |

| Національна гімназія Йойогі, Токіо Глядачів: 25,000 Арбітр: Тімоті Джозеф (Малайзія) |

| 30 квітня 1985 |

| Північна Корея | 0–0      | Японія |
| -------------- | -------- | ------ |
|                | Протокол |        |

| Стадіон імені Кім Ір Сена, Пхеньян Глядачів: 52,500 Арбітр: Самуель Чхань Яммінь (Гонконг) |

| 18 травня 1985 |

| Японія                                              | 5–0      | Сінгапур |
| --------------------------------------------------- | -------- | -------- |
| Мідзунума 48' Нісімура 57', 59' Хара 79' Кімура 86' | Протокол |          |

| Національна гімназія Йойогі, Токіо Глядачів: 28,000 Арбітр: Чха Кьон Бок (Південна Корея) |

| 25 травня 1985 |

| Північна Корея                   | 2–0      | Сінгапур |
| -------------------------------- | -------- | -------- |
| Юн Чон Сун 25' Хань Хьон Іль 55' | Протокол |          |

| Нампхо, Нампхо Глядачів: 25,000 Арбітр: Сукхо Віддхіджоті (Таїланд) |

### Другий раунд
| Команда 1      | Заг. | Команда 2 | 1-й матч | 2-й матч |
| -------------- | ---- | --------- | -------- | -------- |
| Південна Корея | 6–1  | Індонезія | 2–0      | 4–1      |
| Японія         | 5–1  | Гонконг   | 3–0      | 2–1      |

#### Перше коло
| 21 липня 1985 |

| Південна Корея                    | 2–0      | Індонезія |
| --------------------------------- | -------- | --------- |
| Пьон Бьон Джу 73' Кім Джу Сон 81' | Протокол |           |

| Олімпійський стадіон, Сеул Глядачів: 80,000 Арбітр: Бунчерд Пратумтхонг (Таїланд) |

| 11 серпня 1985 |

| Японія                               | 3–0      | Гонконг |
| ------------------------------------ | -------- | ------- |
| Кімура 9' (p) Хара 11' Мідзунума 53' | Протокол |         |

| Центральний футбольний стадіон, Кобе Глядачів: 19,000 Арбітр: Тулу Гуркан (Філіппіни) |

#### Друге коло
| 30 липня 1985 |

| Індонезія    | 1–4      | Південна Корея                                                 |
| ------------ | -------- | -------------------------------------------------------------- |
| Сулайман 87' | Протокол | Пьон Бьон Джу 7' Чхве Сун Хо 9' Хо Джон Му 32' Кім Джу Сон 47' |

| Сенаян, Джакарта Глядачів: 80,000 Арбітр: Тімоті Джозеф (Малайзія) |

Збірна Південної Кореї виграла з рахунком 6–1 за сумою двох ігор і вийшла до Фінального раунду Зони B.
| 22 вересня 1985 |

| Гонконг            | 1–2      | Японія                             |
| ------------------ | -------- | ---------------------------------- |
| Вань Чхі-Кхьон 79' | Протокол | Кімура Кадзусі 45' Хара Хіромі 90' |

| Урядовий стадіон, Гонконг Глядачів: 28,000 Арбітр: Лі Кхок Льон (Сінгапур) |

Збірна Японії виграла з рахунком 5–1 за сумою двох ігор і вийшла до Фінального раунду Зони B.

### Фінальний раунд
| Команда 1 | Заг. | Команда 2      | 1-й матч | 2-й матч |
| --------- | ---- | -------------- | -------- | -------- |
| Японія    | 1–3  | Південна Корея | 1–2      | 0–1      |

#### Перше коло
| 26 жовтня 1985 |

| Японія             | 1–2      | Південна Корея                 |
| ------------------ | -------- | ------------------------------ |
| Кімура Кадзусі 43' | Протокол | Чон Йон Хван 30' Лі Тхе Хо 42' |

| Національна гімназія Йойогі, Токіо Глядачів: 62,000 Арбітр: Майдін бін Сінга (Сінгапур) |

#### Друге коло
| 3 листопада 1985 |

| Південна Корея | 1–0      | Японія |
| -------------- | -------- | ------ |
| Хо Джон Му 61' | Протокол |        |

| Олімпійський стадіон, Сеул Глядачів: 70,000 Арбітр: Тьман бін Омар (Малайзія) |

Збірна Південної Кореї виграла з рахунком 3–1 за сумою двох ігор і вийшла до фінальної частини чемпіонату світу 1986.

## Бомбардири
7 голів
| - Лау Він-Їп |

6 голів
| - Чжао Даюй |

5 голів
| - Кімура Кадзусі |

4 голи
| - Лю Хайгуан - Мак Кін-Фун - Бамбанг Нурдіансьях | - Деде Сулайман - Хуссейн Саїд - Хара Хіромі | - Хо Джон Му |

3 голи
| - Лі Хі - Зуо Шушен - Вань Чхі-Кхьон | - Ахмед Раді - Мідзунума Такасі - Нісімура Акіхіро | - Салах Аль-Хасаві - Зайнал Абідін Хассан |

2 голи
| - Ібрагім Аль-Хардан - Ібрагім Фархан - Ашрафуддін Чунну - Ян Чжаохі - Лай Він-Чхьон - Крішану Дей - Бікаш Панджі | - Халіль Аллаві - Абдул-Азіз Аль-Анбарі - Файсаль Аль-Дахіль - Алберту Карвалхал - Доллах Саллех - Мансур Муфта - Пьон Бьон Джу | - Кім Джу Сон - Лі Тхе Хо - Махмуд Аль-Саєд - Валід Абу Аль-Сель - Аднан ат-Тальяні - Фахад Хамес |

1 гол
| - Рахман Хішам Абдулла - Юсіф Аль-Собаеї - Аднан Алі Деїф - Ебрагім Іса - Ашис Бадра - Кайсер Хамід - Еліас Хоссейн - Зайнудін Кассім - Ахмед Рахім - Цзя Сюцюань - Лінь Лефен - Лінь Цян - Ван Хуялян - Чхьон Чхі-Так - Чхьон Ка-Пін - Ку Кам-Фай - Лі Вай-Шань - Каміло Гонсалвеш - Шишир Гош - Нарендар Тапа - Геррі Кісванто | - Карім Аллаві - Шакер Махмуд - Харіс Мохаммед - Вамід Мунір - Карім Саддам - Хасіратані Коіті - Като Хісасі - Жамаль Абу Абед - Ратеб Аль-Давуд - Іссам Саїд Салех - Жамаль Якуб - Мен Кам Йон - Даніел Пінту - Юнус Аліф - Хань Хьон Іль - Сон Чхуль Ю - Юн Чон Сун - Абдулнасер Аббас - Мохаммед Халіфа Аль-Аммарі - Ахмед Ісса Аль-Моханнаді - Алі Мохаммед Аль-Саадах | - Адель Малулла - Ау-Йон Пак Кван - Ях'я Мадон - Чо Мін Гук - Чхве Сун Хо - Чон Джон Су - Чон Йон Хван - Кім Сук Вон - Пак Чхан Сон - Абубакар Аль-Масс - Аднан Ахмед Аль-Саббу - Тарік Абдулла Кассім - Вагдан Махмуд Шадлі - Радван Аль-Шайх - Абдул Кадер Кардаглі - Нізар Махрус - Марван Медраті - Тханіс Аресангаркул - Нарасак Бунгьянг - Вітун Кіджмонгколсак - Сакдарін Тхонгмі |

1 автогол
| - Ин Чхі-Кіт (у грі проти Китаю) - Рупак Рай Шарма (у грі проти Південної Кореї) |